# Желанное (Омская область)
Жела́нное — село в Одесском районе Омской области, административный центр Желанновского сельского поселения.
Население — 1757 чел. (2010)

## Физико-географическая характеристика
Село расположено в степной полосе Омской области, в пределах Ишимской равнины, являющейся частью Западно-Сибирской равнины. Высота центра над уровнем моря — 124 м. Перепады высот в границах села минимальны. Реки и крупные озёра отсутствуют. Ближайшее озеро расположен в 5 км к северо-западу от села у деревни Брезицк. Со всех сторон село окружено полями. Почвенный покров представлен чернозёмами южными и чернозёмами остаточно-карбонатными.
Желанное расположено близ государственной границы с Республикой Казахстан в 130 км от Омска и 28 км от районного центра посёлка Одесское.
Климат
Климат резко континентальный, со значительными перепадами температур зимой и летом (согласно классификации климатов Кёппена — влажный континентальный климат (Dfb)). Многолетняя норма осадков — 363 мм. Наибольшее количество осадков выпадает в июле — 61 мм, наименьшее в марте — 13 мм. Среднегодовая температура положительная и составляет + 1,6 °С, средняя температура самого холодного месяца января − 17,1 °С, самого жаркого месяца июля + 20,0 °С.

## История
Основано в начале XX века немецкими переселенцами из Причерноморья (верующие преимущественно меннониты). Село получило название по станице Желанная Екатеринославской губернии. До 1917 года входило в состав Ореховской волости Омского уезда Акмолинской области.
В 1913 году открылась школа.
С 1926 года действовал сельсовет.
В 1927 году открылся клуб.
В 1932 году заработал радиоузел.
В 1928 году организован колхоз «Красный борец», в 1930 году — «Дружный стрелок», в 1940 году колхоз «Память Кирова». В 1957 году на базе местного колхоза образован совхоз «Желанный».
В 1975 г. в состав села включена деревня Житомир.

## Население
| 1926 | 1961  | 1979  | 2010  |
| ---- | ----- | ----- | ----- |
| 640  | ↗1989 | ↘1722 | ↗1757 |

В 1979 году немцы составляли 25 % населения села.